# Karangsewu
Karangsewu is een bestuurslaag in het regentschap Garut van de provincie West-Java, Indonesië. Karangsewu telt 1954 inwoners (volkstelling 2010).